# Prima Divisione Umbria 1941-1942
La Prima Divisione fu il massimo campionato regionale di calcio disputato in Italia nella stagione 1941-1942.
La Prima Divisione fu organizzata e gestita dai Direttori Regionali di Zona.
Per motivi contingenti il D.D.S. non fece disputare le finali per la promozione in Serie C.
Fu il quarto livello della XXXIX edizione del campionato italiano di calcio.
Il campionato giocato nella regione Umbria fu organizzato e gestito dal Direttorio X Zona (Umbria).

## Girone unico

### Squadre partecipanti
| Squadra                                               | Città (provincia)      | Stagione precedente                   |
| ----------------------------------------------------- | ---------------------- | ------------------------------------- |
| Ala Bastia                                            | Bastia Umbra (PG)      | 3° in Prima Divisione Umbria          |
| Aeronautica Umbra S.A. Sport (A.U.S.A.) (B = riserve) | Foligno (PG)           | 4° in Prima Divisione Umbria          |
| Pol. "Mario Umberto Borzacchini" (B = riserve)        | Terni                  | 2° in Prima Divisione Umbria          |
| G.S. Diavoli Azzurri Regia Aeronautica Militare       | Orvieto (TR)           |                                       |
| A.S. Fascista Narni                                   | Narni (TR)             | 5° in Prima Divisione Umbria          |
| U.S. Orvietana                                        | Orvieto (TR)           |                                       |
| A.C. Perugia (B = riserve)                            | Perugia                | 7° in Prima Divisione                 |
| Pol.F. Spoleto                                        | Spoleto (PG)           | 1° in Prima Divisione Umbria          |
| G.S. Supertessile Rieti                               | Rieti                  | 9° in Serie C/G, escluso per rinuncia |
| U.S. Tiferno                                          | Città di Castello (PG) | 14° in Serie C/E, retrocesso          |

### Classifica
|  | Pos. | Squadra             | Pt       | G | V | N | P | GF | GS | DR |
|  | ---- | ------------------- | -------- | - | - | - | - | -- | -- | -- |
|  | 1.   | Spoleto             | 19       |   |   |   |   |    |    |    |
|  | 2.   | Diavoli Azzurri RAM | 18       |   |   |   |   |    |    |    |
|  | 3.   | Borzacchini Terni B | 14       |   |   |   |   |    |    |    |
|  | 4.   | Supertessile Rieti  | 13       |   |   |   |   |    |    |    |
|  | 5.   | Ala Bastia          | 12       |   |   |   |   |    |    |    |
|  | 6.   | Tiferno             | 10       |   |   |   |   |    |    |    |
|  | 7.   | Foligno B           | 8        |   |   |   |   |    |    |    |
|  | ---  | Narni               | Ritirata |   |   |   |   |    |    |    |
|  | ---  | Orvietana           | Ritirata |   |   |   |   |    |    |    |
|  | ---  | Perugia B           | Ritirata |   |   |   |   |    |    |    |

Legenda:
      Promosso in Serie C 1942-1943.
Regolamento:
Due punti a vittoria, uno a pareggio, zero a sconfitta.
Quoziente reti in caso di pari punti, per qualsiasi posizione di classifica.
Note:
Il Narni, l'Orvietana ed il Perugia (B) si sono ritirati a campionato in corso.
Ala Bastia non iscritta nella stagione successiva.